# Journal of Astronomical Telescopes, Instruments, and Systems
Journal of Astronomical Telescopes, Instruments, and Systems — щоквартальний рецензований науковий журнал, який висвітлює розробку, випробування та застосування телескопів, приладів, методів і систем для наземної та космічної астрономії, який видає Товариством оптики і фотоніки (SPIE). Головний редактор – Марк Клемпін (Центр космічних польотів імені Годдарда, НАСА, США).

## Реферування та індексування
Журнал реферується та індексується в таких базах:
- SAO/NASA Astrophysics Data System (ADS)
- Science Citation Index Expanded
- Current Contents[en] - Engineering, Computing & Technology
- Inspec
- Scopus
- Ei/Compendex

Відповідно до Journal Citation Reports, імпакт-фактор журналу на 2020 рік становить 1,436.